# Roy Christian
Sir Roy Christian (Auckland, Nueva Zelanda; 10 de octubre de 1943 – 19 de noviembre de 2024) fue un jugador de rugby de Nueva Zelanda que jugó en las posiciones de wing y centro.

## Carrera

### Club
Jugó toda su carrera con el Otahuhu Leopards de 1962 a 1975.

### Selección nacional
Jugó para Nueva Zelanda en 32 ocasiones de 1965 a 1972, participó en tres giras internacionales, y jugó en dos ediciones de la Copa Mundial de Rugby League, pero se perdió la edición de 1968 a causa de una lesión.
También fue parte de la primera victoria de Nueva Zelanda en Gran Bretaña durante la gira de 1971.

## Tras el retiro
Al retirarse como jugador pasó a ser presidente de los Otahuhu Leopards, en 1972 ganó la Orden del Imperio Británico por sus contribuciones al deporte, y en 2007 fue nombrado como leyenda en la New Zealand Rugby League.

## Vida personal
Era descendiente directo del marino Fletcher Christian, participante en el Motín del HMS Bounty. Se graduó del Otahuhu College y de la University of Auckland.
En 1966 Christian se casó con Robyn Cheryl Plant, con quien tuvo dos hijos. Christian estudió en el Presbyterian School of Ministry en Knox College en Dunedin, y se convirtió en ministro de la Presbyterian Church en 1984.